# Arbetsmarknadens kvinnonämnd
Arbetsmarknadens kvinnonämnd (AKN) var ett samarbetsorgan mellan arbetsmarknadens parter (LO, SAF och TCO) med syfte att åstadkomma ökad jämställdhet på arbetsmarknaden. AKN bildades 1951, men hade en bakgrund i samarbete inom Arbetsmarknadskommittén som hade inletts 1948. AKN fanns kvar till 1975. Det var den första jämställdhetsinstitutionen i Sverige.[källa behövs]